# Музеи Израиля
Музеи Израиля — учреждения Израиля, занимающиеся собиранием, изучением, хранением и экспонированием предметов — памятников естественной истории, материальной и духовной культуры, а также просветительской и популяризаторской деятельностью.
В Израиле насчитывается более 200 музеев. Израиль имеет самое большое в мире количество музеев на душу населения.
Большинство крупных музеев сосредоточено в Иерусалиме, Тель-Авиве и Хайфе. Среди них исторические и археологические музеи, музеи природы, науки и техники, музеи искусства и литературы и другие. Среди израильских музеев есть как государственные, так созданные общественными организациями и частными лицами.
По ситуации на 2008 год деятельность 53 израильских музеев курирует департамент в Министерстве культуры и спорта Израиля на основании закона от 1983 года. В данных Центрального бюро статистики есть информация о 51 музее, из них 49 финансируются государством.

## История
Первые музеи появились в Палестине в начале XX века. В 1906 году при школе Бецалель был основан многоотраслевой музей, вошедший впоследствии в состав Музея Израиля.
В 1926 году было начато создание Музея искусства в Тель-Авиве, а в 1938 году — Археологического музея имени Рокфеллера в Иерусалиме. Первый сельский музей в Эйн-Хароде также был открыт в 1938 году.
Множество музеев открылось после создания Государства Израиль. К концу 1980-х годов их насчитывалось более 150. На 2013 год из более 200.

## Специализация
Особенностью израильских музеев является обилие историко-археологических материалов. Ряд археологических музеев действует прямо в местах раскопок и заповедниках. Ряд исторических музеев представляет также более поздние исторические периоды в истории страны и региона, представляя также крупные коллекции в области этнографии и фольклора.
Тема нелегальной иммиграции в Палестину представлена в таких военно-исторических музеях как Национальный морской музей Израиля, Музей нелегальной иммиграции и военно-морского флота в Хайфе и музей «Лагерь нелегальных иммигрантов» в Атлите.
Есть ряд музеев, посвящённых известным историческим и политическим деятелям, а также деятелям культуры, например: музей Теодора Герцля, дом-музей Давида Бен-Гуриона, Центр памяти Менахема Бегина, дом-музей Шмуэля Йосефа Агнона, дом-музей Тихо и другие.
Среди музеев, основной тематической направленностью экспозиций которых является история иудаизма, можно выделить такие крупные музеи, как Гейхал Шломо в Иерусалиме и Музей еврейской диаспоры в Тель-Авиве.
Часть музеев находится в небольших населённых пунктах, в том числе в кибуцах. Среди наиболее известных музеев такого рода — дом-мемориал борцов гетто Бейт Лохамей ха-геттаот, который находится на севере Израиля на территории кибуца Лохамей ха-геттаот.
Единственный в Израиле парк миниатюр Мини-Израиль, относящийся к категории музеев под открытым небом, расположен в Латруне.

## Крупнейшие музеи
Музей Израиля в Иерусалиме является крупнейшим учреждением Израиля в области культуры и местом хранения Свитков Мёртвого моря, а также огромной коллекции иудаики и европейского искусства.
Музей Холокоста «Яд ва-Шем», — крупнейший в мире архив информации, посвящённой этой теме в мировой истории.
Музей Диаспоры в кампусе Тель-Авивского университета — интерактивный музей, посвящённый истории еврейских общин всего мира.
Музей библейских стран сохраняет и демонстрирует предметы культуры всех народов, упомянутых в Библии. Одной из наиболее ценных является расширенная коллекция древнего ближневосточного искусства.
Помимо основных музеев в больших городах, также имеются высококлассные культурные заведения в городках и киббуцах. «Мишкан Ле Оманут» в киббуце «Эйн Харод Меухад» считается самой большой картинной галереей на севере страны.